# Pooth Kalan
Pooth Kalan är en ort (census town) i det indiska unionsterritoriet National Capital Territory of Delhi, och tillhör distriktet North West. Den är en förort till Delhi, och folkmängden uppgick till 96 002 invånare vid folkräkningen 2011.